# Nivea (marca)
Nivea (estilizado como NIVEA) é uma marca da empresa Beiersdorf AG sediada em Hamburgo, Alemanha, que opera nos mercados internacionais de cuidado da pele.

## História

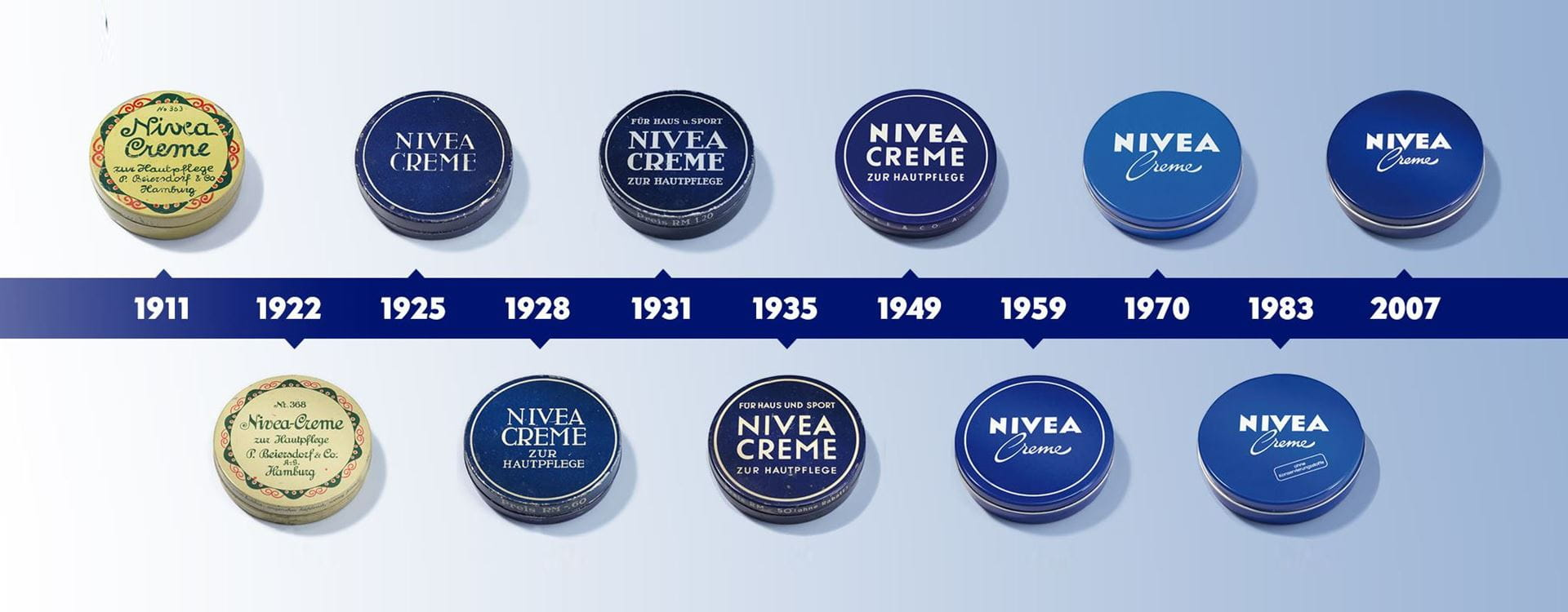
As latas NIVEA desde 1911 a 2007

A empresa foi fundada em 28 de março de 1882 pelo farmacêutico Paul Carl Beiersdorf. Em 1900, a empresa foi comprada por Oscar Troplowitz, Isaac Lifschütz (químico) e o dermatologista Paul Gerson Unna. Em 1911, eles lançaram o primeiro creme hidratante da história,[carece de fontes?] desenvolvido com uma combinação de óleo e água numa mistura extremamente fina e estável. Esta inovação é conhecida como Eucerit, e o creme hidratante NIVEA representa a primeira emulsão estável deste tipo. O nome NIVEA deriva do próprio creme. Devido à sua cor branca como a neve, NIVEA deriva das palavras em latim "nix, nivis" que significa neve. Deste modo, a tradução literal de NIVEA é "neve branca".
Com o sucesso do creme NIVEA, a gama extende-se para o pó de talco, sabonete e leite para o cabelo. Em 1914, com a facilidade de transportes e a possibilidade de expansão para mercados internacionais, NIVEA creme passa a estar disponível em todos os continentes. NIVEA lança o seu sabonete de barbear, o primeiro produto especialmente desenvolvido para homens.[carece de fontes?]
Durante os anos de 1930, a Beiersdorf AG iniciou a produção de produtos como óleos bronzeadores, cremes de barbear, shampoo e toners faciais. A marca foi lançada em muitos países após a Segunda Guerra Mundial. Durante os anos 1980, a marca expandiu-se em um mercado mais amplo e global, sendo conhecido pela utilização de perfume nos seus produtos. Depois dos primeiros produtos de sucesso para homem, NIVEA lança o bálsamo After Shave sem álcool.
A pronúncia correta da marca em alemão é "ni'vea" ou "nivêa", com sílaba tônica na penúltima sílaba, apesar de no Brasil e em Portugal a sua pronúncia ter sido adaptada para "nívea".
Com o desenvolvimento das equipas de investigação no que toca à estrutura e função da pele, a empresa Beiersdorf em 1998 torna-se numas das pioneiras a apresentar o coenzima Q10,[carece de fontes?] um ingrediente presente na própria pele. Mais tarde, NIVEA utiliza o ingrediente coenzima Q10 em quase todas as categorias de produto relevantes - desde NIVEA MEN a NIVEA SUN.
Em janeiro de 2020, NIVEA une-se à Start-se para criar um programa de desenvolvimento de startups para a distribuição de cosméticos.
Recentemente, a marca NIVEA tem vindo a adotar novas abordagens estratégicas a nível corporativo, com maior foco e ênfase nos temas de sustentabilidade, que realça a importância de cuidar e proteger não só a pele, mas também o planeta. A implementou adotou diversas medidas e ações, desde a aquisição de ingredientes de forma responsável à criação de embalagens sustentáveis.

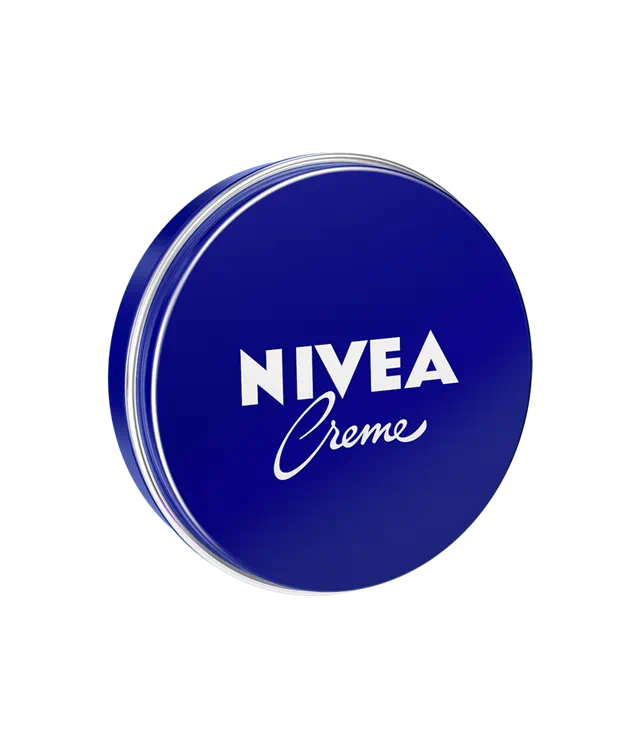
A lata azul de Creme NIVEA

No catálogo de produtos, NIVEA tem incrementalmente apresentado gamas mais transparentes e produtos mais sustentáveis, quer pelas suas fórmulas (e.g.: com ingredientes naturais, sem microplásticos) quer pelas suas embalagens recicláveis.

A NIVEA foi eleita vencedora na categoria beleza nos Prémios Marketeer 2023.